# Bitwa pod Membressą
Bitwa pod Membressą (obecnie Megez el Bab w płn. Tunezji) – starcie zbrojne nad rzeką Bagradas, które miało miejsce w roku 536 w trakcie pierwszego powstania Stotzasa przeciwko Bizantyńczykom w Afryce (536–537).
W bitwie tej wojska powstańców poniosły klęskę w starciu z siłami bizantyńskimi pod wodzą Belizariusza (2000 ludzi).